# Papilio astyalus
Papilio astyalus är en fjärilsart som beskrevs av Jean Baptiste Godart 1819. Papilio astyalus ingår i släktet Papilio och familjen riddarfjärilar. Inga underarter finns listade i Catalogue of Life.

## Bildgalleri

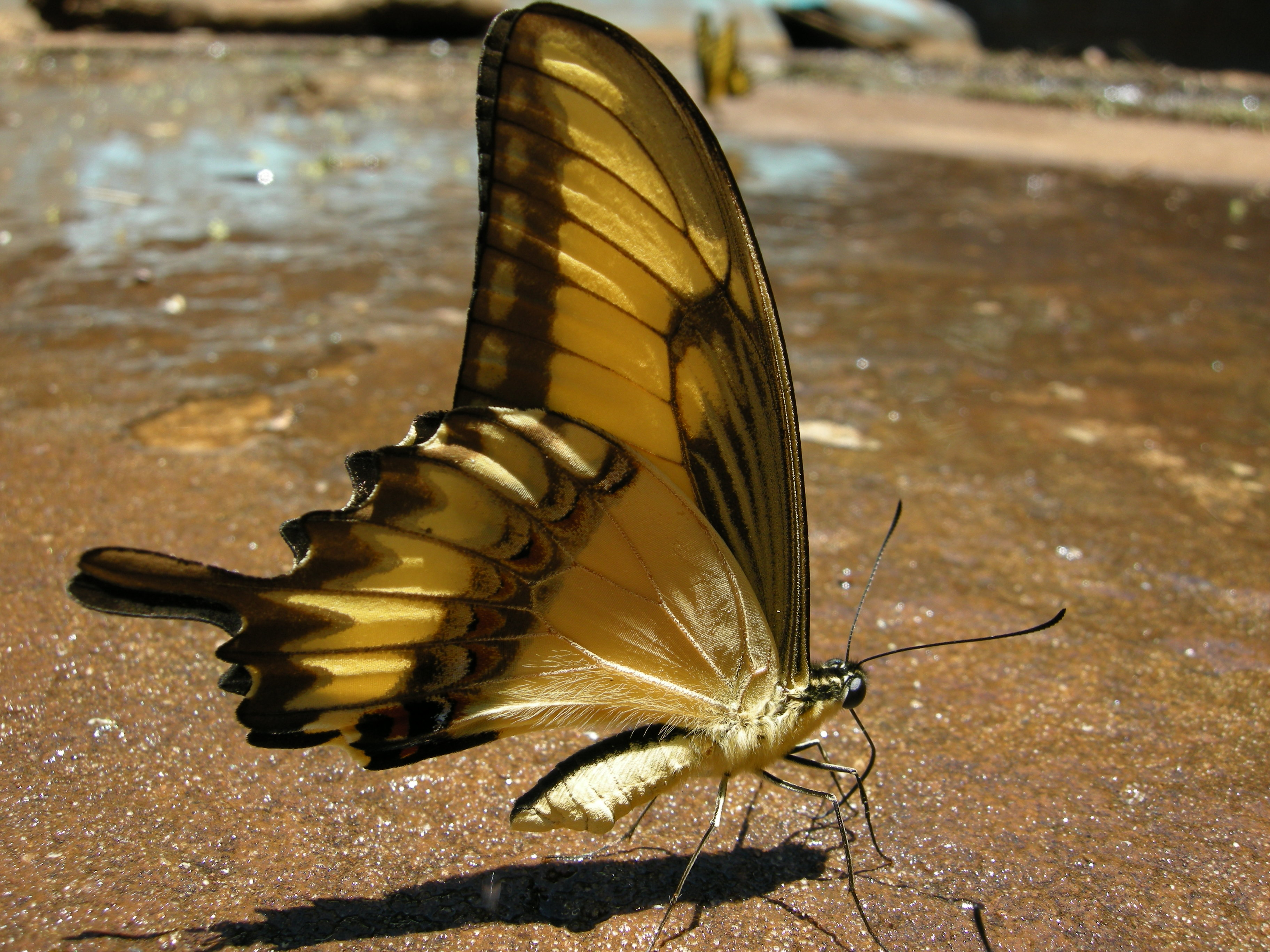
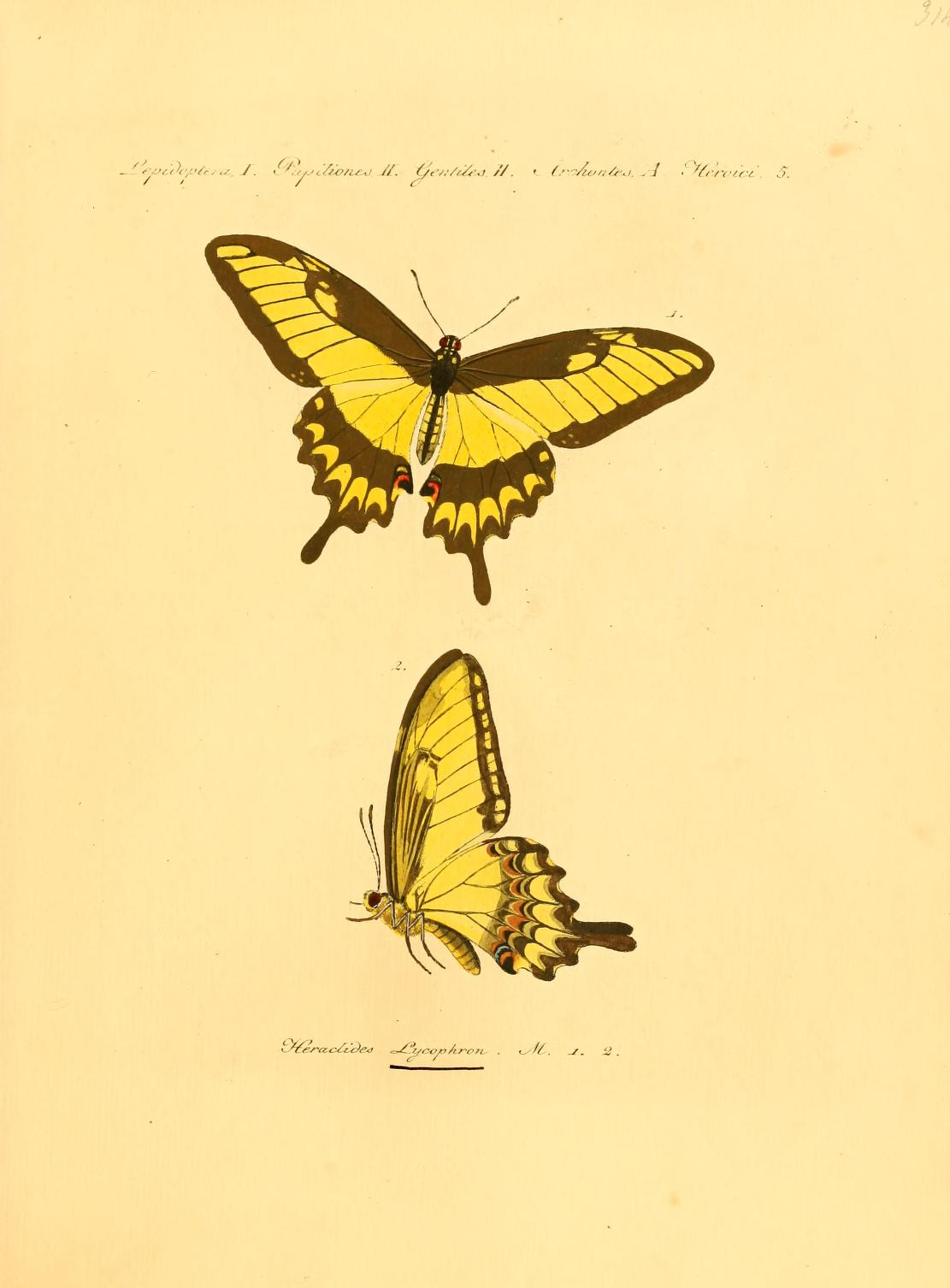
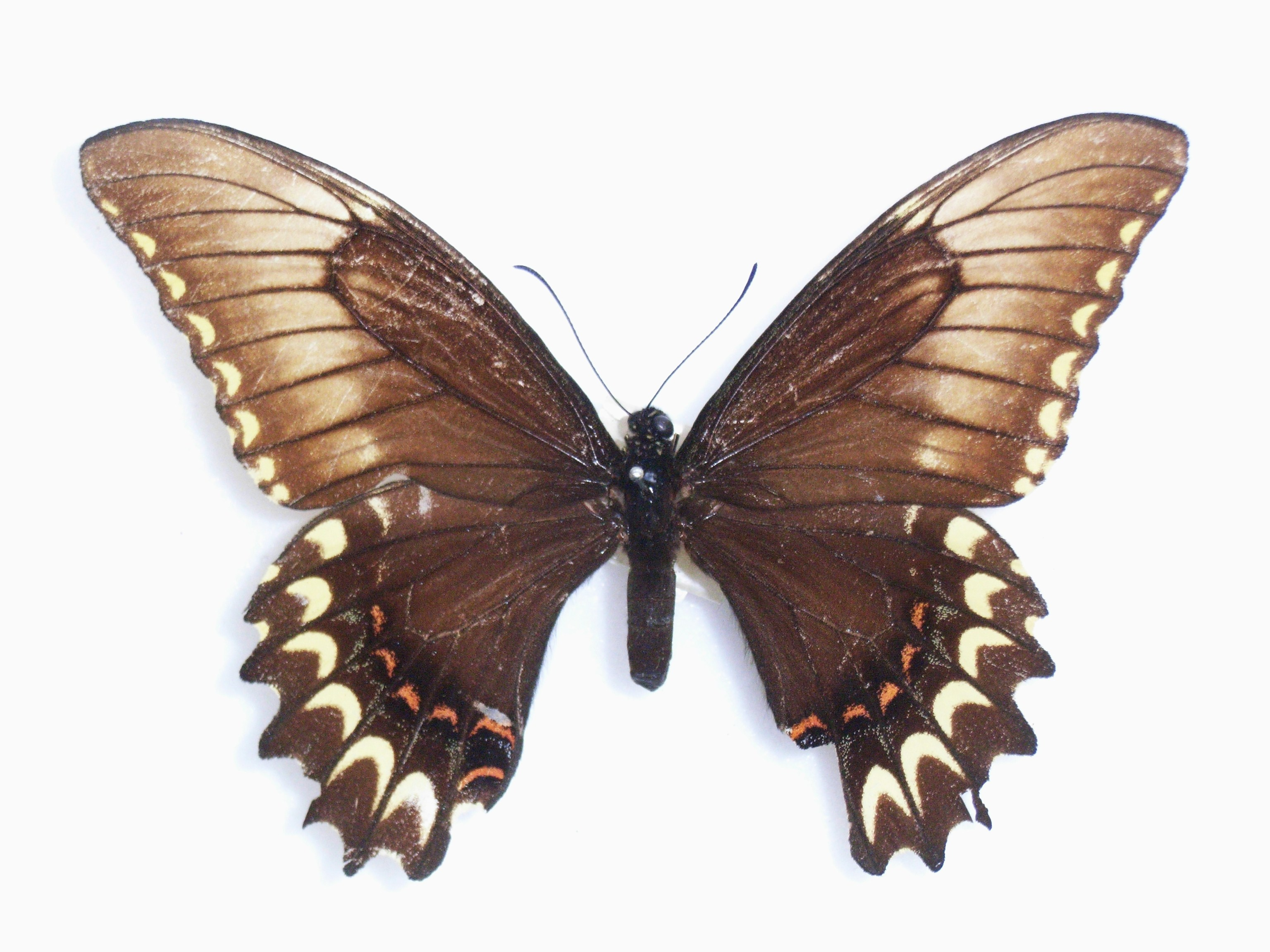
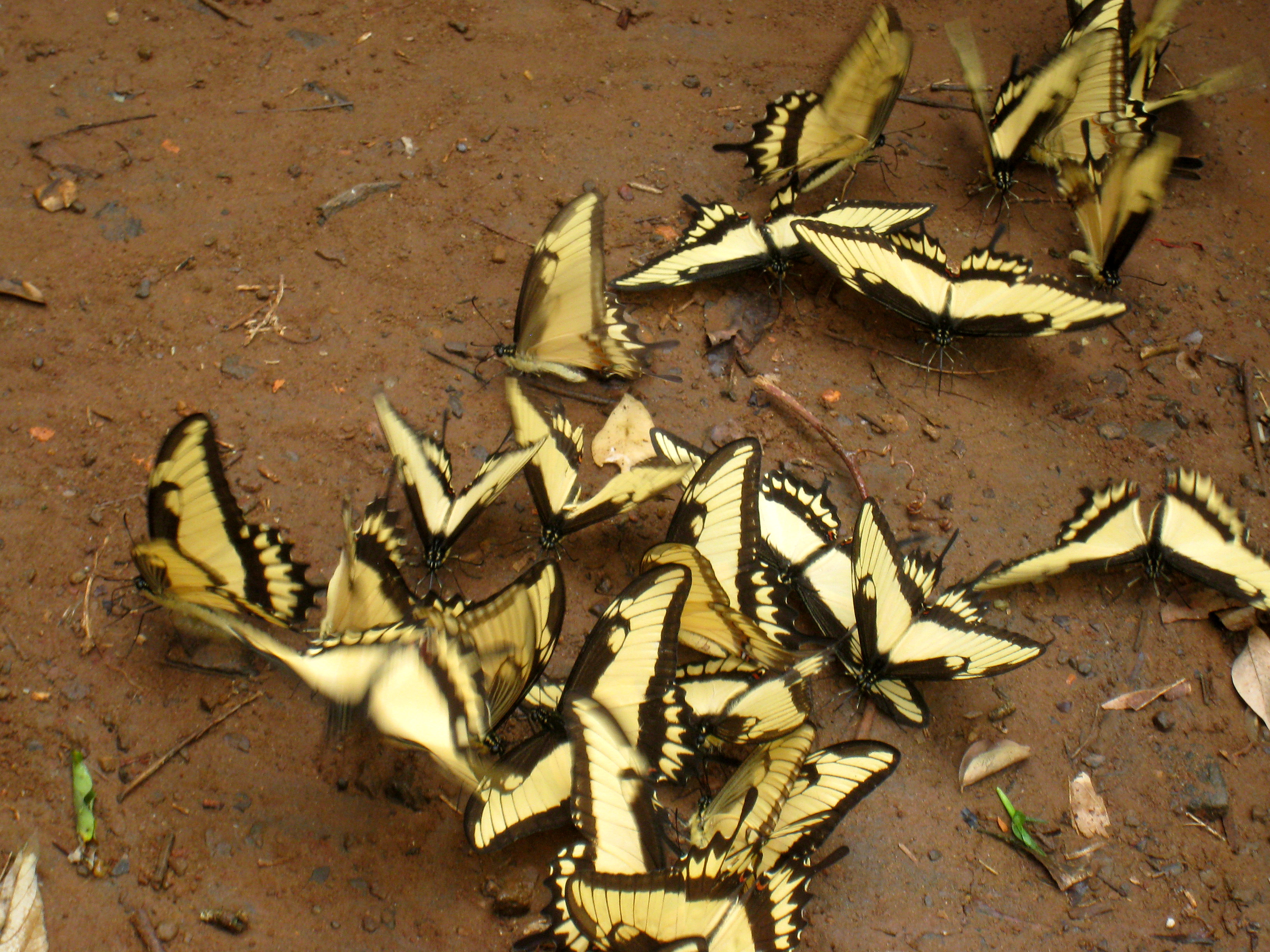